# Bulbophyllum vestitum
Bulbophyllum vestitum là một loài phong lan thuộc chi Bulbophyllum.